# Rei na Prússia
Rei na Prússia (alemão: König in Preussen) foi um título usado pelos eleitores de Brandemburgo de 1701 a 1772. Após esse período eles passaram a usaram o título de Rei da Prússia.
O príncipe-eleitor de Brandemburgo era um súdito do imperador do Sacro Império Romano-Germânico. Além de seu eleitorado que fazia parte do Sacro Império Romano-Germânico, ele também governava o Ducado da Prússia que ficava fora das fronteiras do império. Em 1701, o eleitor Frederico III quis mostrar a sua grandeza adotando o título de rei. 
Naquele tempo havia apenas três títulos reais no interior do império:
- Rei dos Germanos" - um título pertencente ao imperador
- Rei da Boêmia" - geralmente pertencente também ao imperador
- Rei dos Romanos -  pertencente ao herdeiro do imperador.

Em troca da ajuda dos Hohenzollern na Guerra da Sucessão Espanhola, o imperador Leopoldo I permitiu que Frederico se coroasse "Rei na Prússia", não "Rei da Prússia".
Frederico era apenas um dos eleitores em seus domínios dentro das fronteira do império, não um rei. Mesmo assim, essa decisão foi contestada e somente foi amplamente aceita depois do Tratado de Utrecht em 1713. O título de "Rei da Prússia" implicaria no domínio sobre toda a região da Prússia, não apenas sobre o Ducado da Prússia e a posse de tal título pelos marqueses de Hohenzollern traria apreensão por parte de seus vizinhos poloneses, uma vez que outra parte da Prússia, a província da Prússia Real,  fazia parte do Reino da Polônia e os reis da Polônia se auto-intitulavam Reis da Prússia até 1742.
Ao longo do século XVIII o poder dos "reis na Prússia" continuou a crescer. Eles se saíram vitoriosos contra a Monarquia de Habsburgo (futuro Império Austríaco), dos Habsburgos nas três Guerras da Silésia, aumentando grandemente seu poder através da aquisição da Silésia. 
O rei Frederico II adotou o título de "Rei da Prússia" em 1772, no mesmo ano ele anexou a maior parte da Prússia Real na Primeira Partição da Polônia.